# Bing et Bong
 (novembre 2015).
Si vous disposez d'ouvrages ou d'articles de référence ou si vous connaissez des sites web de qualité traitant du thème abordé ici, merci de compléter l'article en donnant les références utiles à sa vérifiabilité et en les liant à la section « Notes et références ».
Bing et Bong (Tiny Planets) est une série télévisée d'animation 3D britanno-américaine en 65 épisodes de 5 minutes produite par Sesame Workshop et Pepper's Ghost Productions Ltd, et diffusée entre le 10 juin 2001 et le 21 décembre 2002 sur CITV, et aux États-Unis sur Noggin.
En France, elle a été diffusée à partir de 2005 sur Playhouse Disney puis sur France 3 dans l'émission France Truc. Elle est rediffusée en 2006 sur France 5 dans l'émission Debout les Zouzous, et au Québec à partir de janvier 2005 à Télé-Québec.

## Synopsis
Bing et Bong visitent chaque jour une des 6 planètes de l'univers de la série et règlent les problèmes des habitants ou les leurs.

## Voix
- Julie Turin : Halley

## Épisodes
1. Sur la bonne piste
2. La Fête du sept
3. Deux Moitiés, c’est complet
4. Bonne Bing Bong Nuit
5. Un ami pour la vie
6. Une boîte différente
7. On se calme
8. Quel petit vélo ?
9. Ça balance pas mal
10. Un train qui rend marteau
11. Les Vélos-Flockers
12. La Pêche au gros
13. Et s'il n’en reste qu'un, nous serons tous là !
14. La Douche froide
15. Autant en emporte le vent
16. Il pleut des « Bong »
17. L'Hiver, ça réchauffe
18. Chassé par le vent
19. Un œuf effrayant
20. Le Langage du corps
21. Modèle en présentation
22. Ça vous va !
23. Formes vivantes
24. Cinq c’est simple
25. Un flocker dérangeant !
26. Comme une pierre qui roule
27. La Machine des 4 saisons
28. Petit et grand
29. Un pique-nique casse-tête
30. Des formes en formes
31. Ça roule !
32. Dérapages incontrôlables
33. Des couleurs qui donnent des couleurs
34. Quelque part sous l’arc-en-ciel
35. Le Chant qui s'entend dans un champ
36. Bouge de là, en musique
37. Faire un gâteau, c'est du boulot
38. Bong sur les nerfs pour son anniversaire
39. Un cadeau d'équipe